# Далал
Дала́л или дала́ла (араб. ضَلاَلٌ ,ضَلاَلَةٌ‎ от ضَلَّ‎ — «блуждать, заблудиться») — в исламе — ложный путь, заблуждение.
В значении заблуждения, термин далал употребляется в Коране около 40 раз. Далал противопоставляется «истине» (хакк), «правильному», «прямому пути» или «руководству» (хидая). В хадисах подчёркивалось, что община мусульман всегда будет в состоянии отличить «истинный путь» от «заблуждения» (далала) и противостоять ему.
Термин далал получил широкое распространение в средневековой доксографической и полемической литературе. Отсутствие чётких критериев в определении понятий «истинная вера» и «заблуждение» обусловило весьма произвольное употребление этого термина среди разных исламских течений, которые часто квалифицировали действия или суждения противоположной стороны как «заблуждение».